# 파워 맥

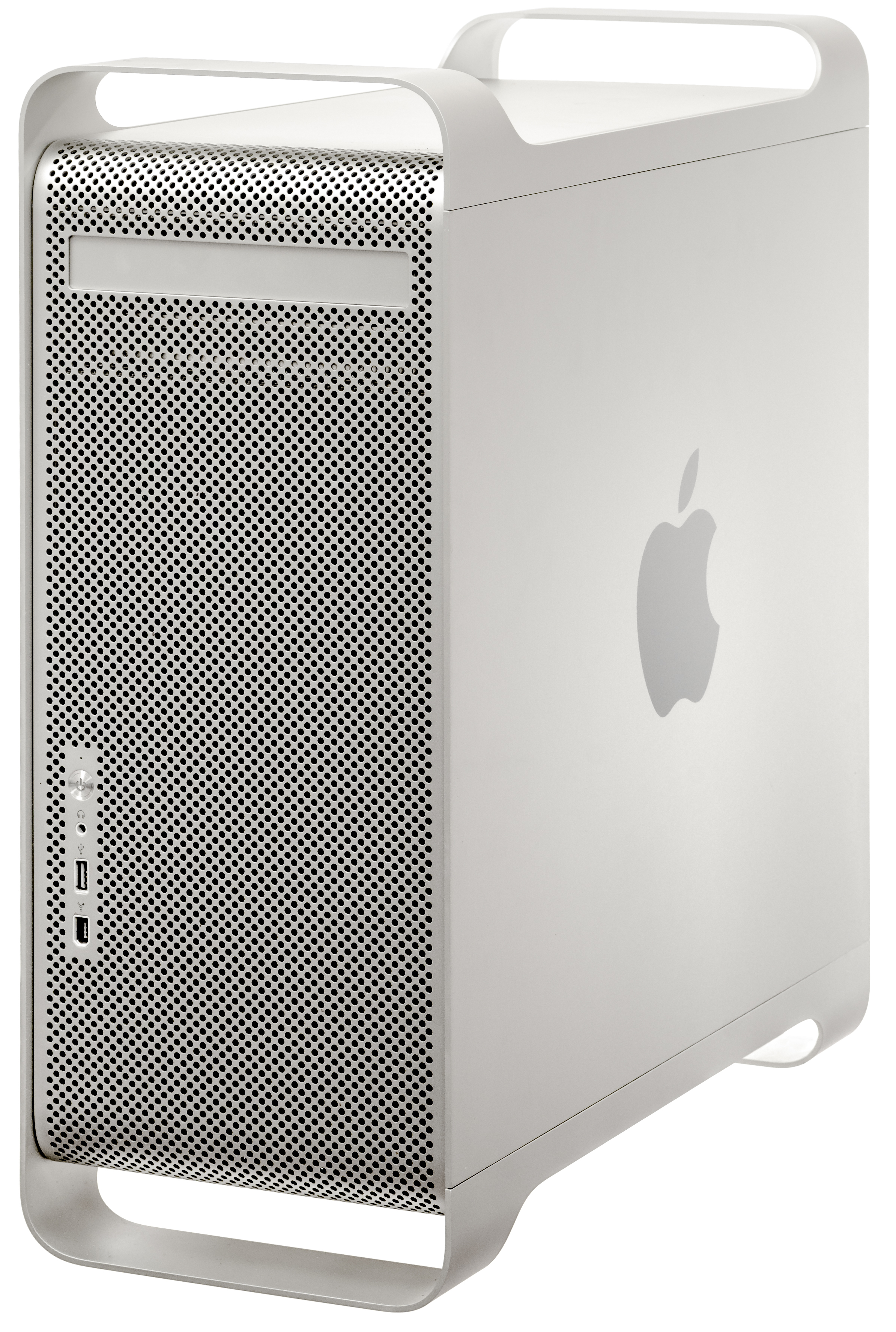
시리즈의 마지막 모델인 파워맥 G5

파워 매킨토시(Power Macintosh), 이후 명칭 파워 맥(Power Mac)은 애플의 데스크톱 모델이다. 처음에는 모토롤라에서 공급한 파워피씨 CPU를 채용하여 G4 기종까지 출시되었으나, 나중에는 IBM에서 개발한 64비트 CPU인 파워피씨(PPC970FX)를 채용한 파워 맥 G5 1.8, 2.0, 2.5 (GHz) 등이 출시되었고, 2006년 인텔 CPU를 채용한 맥 프로로 대체되었다.

## 역사
최초의 파워 매킨토시 모델들은 1994년 3월 출시되었으나 파워 매킨토시 기술의 개발은 1988년 중순으로 거슬러 올라간다.

## 모델

### 올드 월드 롬
- 파워 맥 4400/160, 200 (PC)
- 파워 맥 5200/75 LC
- 파워 맥 5260/100, 120
- 파워 맥 5300/100 LC
- 파워 맥 5400/120, 180, 200
- 파워 맥 5500/225, 250
- 파워 맥 6100/60 (PC), 60AV, 66 (PC), 66AV
- 파워 맥 6200/75
- 파워 맥 6300/120
- 파워 맥 6400/200
- 파워 맥 6500/225, 250, 275, 300
- 파워 맥 7100/66, 66AV, 80, 80AV
- 파워 맥 7200/75, 90, 120 (PC), 200 (PC)
- 파워 맥 7300/166, 180 (PC), 200
- 파워 맥 7500/100
- 파워 맥 7600/120, 132, 200
- 파워 맥 8100/80, 80AV, 100, 100AV, 110, 110AV
- 파워 맥 8115/110
- 파워 맥 8200/100, 120
- 파워 맥 8500/120, 132, 150, 180
- 파워 맥 8515/120
- 파워 맥 8600/200, 250, 300
- 파워 맥 9500/120, 132, 150, 180MP, 200
- 파워 맥 9515/132
- 파워 맥 9600/200, 200MP, 233, 300, 350
- 파워 맥 G3/233, 266, 300, 333

### 뉴 월드 롬
아래에는 최근에 나온 뉴 월드 기반의 파워 맥 라인이다.
- 파워 맥 G3 (블루 앤드 화이트)
- 파워 맥 G4
- 파워 맥 G4 큐브
- 파워 맥 G5

## 같이 보기
- 맥 프로
- 파워북
- CPU 유형별 매킨토시 모델 목록